# Ай Карли (сериал, 2021)
„Ай Карли“ (на английски: iCarly) е американски комедиен и прероден сериал, базиран на оригиналния сериал „Ай Карли“, излъчен през 2007 г. В сериала участват Миранда Косгроув, Джери Трейнър, Нейтън Крес, Лейси Мосли и Джейдън Триплет. Излъчен е премиерно по Paramount+ на 17 юни 2021 г. с позитивни отзиви. Вторият сезон е излъчен през 2022 г., а третият сезон – на 1 юни 2023 г. На 05 октомври 2023 г. беше обявено, че сериала няма да се завърне за четвърти сезон, като така краят му остава отворен.

## Актьорски състав
- Миранда Косгроув – Карли Шей, гадже на Фреди, инфлуенсър в социалните мрежи и водеща в комедиен уеб сериал
- Джери Трейнър – Спенсър Шей, по-големият брат на Карли
- Нейтън Крес – Фреди Бенсън, гадже на Карли, съсед и технически продуцент на „Ай Карли“
- Лейси Мосли – Харпър
- Джейдън Триплет – Милисент

## В България
В България сериалът започва излъчване по локалната версия на „Никелодеон“ с нахсинхронен дублаж, записан в студио „Про Филмс“.
| Роля    | Изпълнител     |
| ------- | -------------- |
| Фреди   | Борис Върбанов |
| Спенсър | Симеон Дамянов |